# Centre d'Interpretació de l'Aigua de Torrelavit
El Centre d'Interpretació de l'Aigua és un equipament de Torrelavit (Alt Penedès), situat al costat de l'Ajuntament, on es mostra l'estreta relació del Riu de bitlles i els seus afluents, amb la història i el paisatge de Torrelavit.
Obert al públic l'octubre de 2016, està gestionat per la Fundació Mas Albornà, una organització de l'Alt Penedès que té com objectiu la integració social i laboral de les persones amb discapacitat, trastorn mental i risc d’exclusió.
L'espai museïtzat es divideix en tres àmbits temàtics: 
- El Riu: on s'explica com el riu va esdevenir l’eix per als assentaments urbans i el subministrament d’aigua al territori.[3]
- L'Aigua: l’ús que s'ha fet de l’aigua en l’àmbit domèstic, gràcies a les fonts i safareigs; en el regadiu, mitjançant pous, rescloses i canals, i en l’àmbit industrial, amb la construcció de dotze molins paperers que des del s. XVII fins al s. XX van fer de Torrelavit un important centre industrial paperer.[4]
- Torrelavit i el Camí del Riu: espai on descobrir el territori a través dels actius paisatgístics i culturals de Torrelavit i la iniciativa del Camí del Riu.[5]